# Notophyllia semivestita
Espèce
Statut CITES
Notophyllia semivestita est une espèce éteinte de coraux de la famille des Dendrophylliidae.